# El Chema
 (срп. Ћема) мексичко-америчка је теленовела, продукцијске куће Телемундо, која се снима од 2016.

## Синопсис
Хосе Марија Венегас, у свету дроге познат као Ћема, рођен је у беди, али је одмалена био способан да се извуче из сваке замке. Отац му је био неодговоран, стално пијан и насилан: његова хладнокрвност и пожртвованост мајке, жртве насиља, били су вајари Ћемине личности. Одлучан и амбициозан, малишан је знао шта ће бити кад порасте чим је напунио десет година.
Свестан да се његов отац бави шверцом дроге, радећи за моћног Рикарда Алменара Паиву, Ћема је одлучио да крене његовим стопама - видео је себе као најмоћнијег мексичког нарко-боса. Да би постигао свој циљ, био је спреман на све, чак и да се потпуно одрекне љубави. Зато се удаљио од Рикардове ћерке Аманде, знајући да крај ње неће моћи да оствари све што је наумио.
С временом, Ћема је постао претња за власт, а председник државе Омар Теран је путем Аурелија Касиљаса, чувеног „Господара небеса”, постигао договор с њим да се преда. Међутим, вешт попут кртице, Ћема је насамарио првог човека државе: утекао је властима пред носем и то кроз подземни тунел, који је сам ископао.
Док је планирао то бекство, Венегас је комуницирао са згодном новинарком Ауристелом Дуран, која је желела да уради неколико документарних прилога о њему. Истовремено, планирао је да се повуче из света дроге, не би ли живео обичним животом с Рутилом Касиљас, Аурелијевом ћерком, која је отпочела везу с њим само да би напакостила оцу. Ипак, кад Рутила сазна да је њен драги загрејан за новинарку, одлучује да раскрсти с њим за сва времена…

## Сезоне
| Сезона | Сезона | Број епизода | Премијера сезоне  | Крај сезоне    |
| ------ | ------ | ------------ | ----------------- | -------------- |
|        | 1      | 84           | 6. децембар 2016. | 3. април 2017. |

## Глумачка постава

### Главне улоге
| Глумац:         | Улога:                     |
| --------------- | -------------------------- |
| Маурисио Окман  | Хосе Марија „Ћема“ Венегас |
| Маријана Сеоане | Мабел Кастањо              |
| Хулио Брачо     | Рикардо Алменар Паива      |
| Серхио Басањез  | Тобијас Кларк              |
| Итати Канторал  | Бланка                     |

### Споредне улоге
| Глумац:              | Улога:                     |
| -------------------- | -------------------------- |
| Арселија Рамирез     | Елвира Мендивил            |
| Леонардо Данијел     | дон Алфредо „Фејо“ Агилера |
| Фернандо Норијега    | Еутимио „Рохо“ Флорес      |
| Алехандра де ла Мора | Инес Кларк                 |
| Франциско де ла О    | Гари Робертс               |
| Карла Кариљо         | Аманда Алменар             |
| Густаво Егелхаф      | Саул Кларк                 |
| Хосе Луис Васкез     | Фабрисио Понсе             |
| Алберто Касанова     | Коронел Сентено            |
| Гиљермо Кинтаниља    | Исидро Роблес              |
| Ари Брикман          | Џереми Венегас             |
| Пабло Брачо          | Хоакин Венегас             |
| Фернандо Солорзано   | Оскар Кадена               |
| Себастијан Каиседо   | Елеазар Јепез              |
| Луис Јеверино        | Бенито Нарваез             |
| Хулијета Грахалес    | Рехина Кларк               |
| Хироми Хајакава      | Луси Ли                    |
| Хорхе Карденас       | Карлос Родригез „Пелуса”   |
| Пилар Фернандез      | Марта                      |
| Адријан Рубио        | Фреди Торес                |
| Данијел Раскон       | „Ел Торо“                  |
| Александер Холтман   | Лесли Карол                |
| Хуан Игнасио Аранда  | Рамиро Силва де ла Гарза   |
| Уго Логан Араухо     | Аркадио Мирамонтес         |
| Ектор Молина         | Мориљо                     |
| Карлос Балдерама     | Хосе Мануел „Мани” Кастиљо |
| Ињаки Госи           | „Ел Тристе“                |
| Маурисио Руселон     | Ернесто                    |
| Адолфо Мадера        | агент Трехо                |
| Дале Карлеј          | Џонс                       |
| Педро Ђунти          | агент Лопез                |
| Исела Вега           | Сесилија Мендивил          |
| Луиса Хуертас        | Нели                       |